# Statue équestre de Jeanne d'Arc (Nice)
 (février 2025).
La statue équestre de Jeanne d'Arc est une sculpture de l'Atelier Missor située à Nice au Parc Jeanne d'Arc. Il s'agit d'une statue en bronze de 9 tonnes inaugurée en 2024.

## Histoire
L'Atelier Missor, collectif d'artisans créé à Nice en 2021, avait déjà réalisé auparavant des bustes en bronze de Jeanne d'Arc (1412 - 1431). Cette statue de 4,5 mètres de haut fait l'objet d'un contrat de 170 000 euros entre l'Atelier Missor et la société publique régissant les parkings dans la Métropole de Nice. Elle est finalement inaugurée le 24 octobre 2024, puis placée sur son socle en présence du maire de Nice Christian Estrosi le 19 décembre 2024,.
Dans une décision de justice du 15 janvier 2025, le contrat est annulé à cause de l'absence de mise en concurrence du contrat. Christian Estrosi, les membres de l'Atelier Missor ainsi que d'autres personnalités publiques y dénoncent une décision politique, voyant dans cette décision de justice un souhait de ne pas valoriser l'héritage historique français,.
Le déboulonnage de la statue est annulé le 17 juillet 2025 par la cour administrative d'appel de Marseille.